# آرون سينغ (سياسي)
آرون سينغ هو سياسي هندي، ولد في 4 أبريل 1965 في ميرزابور في الهند. نشط حزبياً في حزب بهاراتيا جاناتا.